# Marco Polo (miniserie televisiva)
Marco Polo è una miniserie televisiva del 1982 diretta da Giuliano Montaldo. Trasmessa originariamente nel 1982 in 46 paesi: dalla NBC negli Stati Uniti, da Antenne 2 in Francia, dalla Rai in Italia e da RTVE in Spagna.
Ambientata nel XIII secolo, la serie segue le avventure di Marco Polo, che parte con suo padre e suo zio per la Cina. Il suo viaggio attraverso l'Asia dura tre anni e mezzo e lo conduce attraverso gli aridi deserti e le vaste steppe dell'Impero mongolo. Marco trascorre diversi anni a Khanbaliq come ospite del Gran Khan, guadagnandosi la fiducia e il rispetto dell'Imperatore.

## Scheda
È stata la prima collaborazione tra una televisione occidentale e una cinese. Venne finanziata da parte delle imprese statunitensi NBC e Procter & Gamble, dalle giapponesi Tentsu e TBS, e dalla CCAA cinese (film Cina-produzione).
Come racconta il regista Giuliano Montaldo, l'idea dello sceneggiato venne all'allora direttore della RAI, dopo avere incontrato i membri di una delegazione italiana di ritorno da un viaggio a Pechino verso la fine degli anni 1970. Era una delle prime visite ufficiali in Cina dopo la seconda guerra mondiale. La delegazione era rimasta piacevolmente sorpresa nel vedere che i funzionari cinesi brindavano a Marco Polo come a un "italiano amico della Cina". L'idea dello sceneggiato venne vista da tutti produttori come un'occasione di distensione nei rapporti con i paesi del blocco sovietico dopo la guerra fredda.
Il ruolo di Marco Polo, mercante ed esploratore nato a Venezia nel XIII secolo, è interpretato da Kenneth Marshall. La serie annovera tra i protagonisti anche Denholm Elliott, Anne Bancroft, John Gielgud, Leonard Nimoy, Burt Lancaster e altri. Nelle riprese in esterno effettuate in Himalaya, Beppe Tenti è la controfigura di Kenneth Marshall nonché capo e organizzatore della seconda troupe televisiva.
La colonna sonora è firmata da Ennio Morricone.
Maria Bellonci, già autrice di una traduzione in italiano moderno de Il Milione pubblicata nel 1982, scrisse un romanzamento del testo della sceneggiatura che fu pubblicata dalla Rai-Eri nell'epoca della messa in onda della miniserie.

## Prima tv italiana
Lo sceneggiato fu trasmesso in prima visione sulla Rete 1 di domenica in prima serata dal 5 dicembre 1982 al 23 gennaio 1983.
Originariamente in onda in otto puntate, in seguito la serie è stata talvolta diffusa in sei puntate.

## Curiosità
- Massimo Ghini fu scelto da Montaldo come voce per Kenneth Marshall, e racconta in un'intervista che quell'esperienza "gli salvò la vita" professionale in un momento di difficoltà lavorativa[6].
- Il costumista Enrico Sabbatini impiegò quattro anni per realizzare i costumi dello sceneggiato[7].
- Il regista Montaldo ricorda che quando consegnarono i costumi alle comparse (quasi sempre abitanti del posto), queste sparirono per due o tre giorni per mostrarli ad amici e parenti[7].
- Fu organizzata una mostra itinerante dei costumi di Enrico Sabbatini, su vagoni del 'Treno Milione', con la collaborazione delle FFSS[7].
- Piazza San Marco venne interamente ricostruita a Malamocco, perché l'architettura della città nel Duecento era piuttosto diversa da quella del Novecento. In particolare, venne "eliminata" la Biblioteca Marciana, che era stata edificata solo nel Seicento, e non si collocarono i caratteristici "masegni" ma si lasciò terra battuta. Il giornalista veneziano Nantas Salvalaggio fu tra i primi ad accorgersi di questa ricostruzione, muovendosi con la sua barca in Laguna. In un articolo descrisse la sua sorpresa. La firma di un giornalista prestigioso come Salvalaggio diventò una sorta di lancio per il film[1].

## Episodi

### Primo episodio
Nelle carceri di Genova, due frati domenicani interrogano Rustichello da Pisa su quello che ha scritto, in quanto lo sospettano di eresia. Rustichello spiega che la storia che ha scritto è il racconto di Marco Polo da Venezia, suo compagno di cella, così come gliel'ha riferita a voce.
Marco non ha mai conosciuto suo padre, partito da Venezia per l'Oriente quando non era ancora nato. Una sera, sua madre, malata da tempo, gli chiede di rileggerle per l'ennesima volta l'unica lettera pervenuta in tanti anni, e muore poco dopo. Nella casa dei suoi genitori vengono a stare la sua zia paterna, insieme allo zio e ai cugini di Marco, il quale passa tutto il suo tempo al porto cercando di avere notizie di suo padre dai marinai che tornavano da Oriente.
Crescendo, Marco ha sempre "la testa fra le nuvole", dimentica tutto, perde i soldi della spesa, e crea non poche preoccupazioni agli zii. Si innamora di una sua coetanea, ma questa è la figlia di una cortigiana e il suo affetto dà scandalo in città. Nel frattempo, insieme a un gruppo di amici fidati, costruisce una barca con cui vorrebbe partire per cercare suo padre. Finalmente, una sera decide di partire con la sua barca insieme alla ragazza di cui è innamorato; ma il forte vento rompe la vela, e i due riescono a tornare fortunosamente a casa solo il mattino dopo.
Quando arriva, si aspetta i soliti rimproveri degli zii, i quali invece gli annunciano che la sera prima suo padre Niccolò e il suo zio paterno Matteo erano finalmente tornati dal Catai. Questi spiegano che non sono tornati per sempre, ma sono in missione: non sono più semplici mercanti, ma sono arrivati come ambasciatori del Kublai Khan dei Mongoli presso il Papa. Vengono ricevuti dal Maggior Consiglio in cui illustrano le proposte di pace e alleanza del Gran Khan, ma incontrano molto scetticismo e vengono apertamente osteggiati dal Patriarca di Venezia, che considera i Mongoli poco più che dei selvaggi. In un colloquio privato, il Doge fa capire loro che crede alle loro proposte, ma i tempi non sono maturi, in quanto il Papa è morto da quasi tre anni e l'elezione del nuovo Papa non trova conclusione. Consiglia dunque loro di proseguire il viaggio verso Oriente passando prima a San Giovanni d'Acri, dove si trova un crociato molto famoso e rispettato, Teobaldo Visconti.

### Secondo episodio
Prosegue l'interrogatorio a Rustichello da Pisa, che viene ascoltato da alcuni nobili cittadini genovesi, oltre che dai frati domenicani. Rustichello legge i suoi appunti, e racconta di come Marco, con il padre Niccolò e lo zio Matteo, preparano il viaggio da Venezia per il Catai.
Niccolò e Matteo, molto delusi, sono pronti a partire, ma non vogliono prendere Marco con loro perché lo considerano troppo giovane e inesperto. Solo quando capisce che la reputazione di Marco è minacciata dalla sua frequentazione con la figlia della cortigiana, Niccolò si decide a permettergli di accompagnare lui e Matteo nel viaggio. Pone però una condizione: Marco potrà arrivare solo fino ad Acri, dopodiché ritornerà a Venezia da sua sorella, la zia con cui vive Marco.
A San Giovanni d'Acri, i due fratelli parlano con Teobaldo Visconti, il quale è molto incuriosito dalle proposte di pace e alleanza del Kublai Khan e consegna una lettera ai due mercanti. Notando la vivace intelligenza di Marco, raccomanda a Niccolò di permettergli di accompagnarlo nel Catai.
Durante le prime tappe del viaggio, Marco e i suoi assistono a un massacro di famiglie di beduini musulmani inermi ad opera di cavalieri crociati. Questa visione mette tutti molto a disagio. Arrivati alle porte di Gerusalemme, si accampano nell'Orto degli ulivi per passare la notte. Incalzato da Niccolò che lo vede incupito, Marco fa capire che vedere i crociati comportarsi come banditi lo ha sconvolto.
L'indomani, i Polo entrano nella città di Gerusalemme indossando un turbante blu, il colore imposto dalla legge ai cristiani. Marco riflette ad alta voce sul fatto che se Gesù fosse ancora vivo, porterebbe un turbante giallo, il colore imposto agli ebrei.
Nella Basilica del Santo Sepolcro, Niccolò chiede a un prete una boccetta di olio sacro proveniente dalla Lampada del Santo Sepolcro, olio che gli era stato chiesto dal Kublai Khan. Il prete prima nega di avere dell'olio disponibile, ma quando Niccolò offre un obolo per la Basilica, accetta di donarne un po'. La scena, così somigliante a una "compravendita", non manca di suscitare le amare considerazioni di Marco.
Mentre sono ancora nella Basilica, ricevono un dispaccio urgente: devono tornare immediatamente ad Acri. Lì, Tedaldo Visconti annuncia loro che contro ogni sua aspettativa, il Conclave di Viterbo lo ha appena eletto Papa Gregorio X. Può quindi consegnare loro un'altra lettera per il Gran Khan, stavolta con i sigilli del Papato. Li affida inoltre a due frati domenicani, incaricati di evangelizzare la corte mongola. Questi ultimi si rivelano da subito un problema: intrisi di fanatismo religioso che li porta ad aspirare al martirio, non esitano ad offendere ogni "pagano" che incontrano, provocando le ire di Niccolò e Matteo.
Ben presto la carovana s'imbatte in un messaggero mongolo in ricognizione, che li informa di una guerra in atto tra il Khan e le province persiche. I due frati danno segni d'inquietudine e vorrebbero abbandonare la comitiva, ma sono trattenuti con la forza da Nicolò, che ordina a Marco di sorvegliarli. I due, però, riescono ugualmente a fuggire nottetempo, scomparendo nel deserto. I Polo quindi proseguono nel deserto, arsi dal caldo, dalla sete e dai miraggi. Poco tempo dopo, mentre sono accampati presso un fortilizio abbandonato, sono attaccati da un drappello di soldati musulmani a cavallo: Giulio, in preda ai deliri della febbre, cerca di scacciarli, ma viene trafitto a morte da una freccia. I Polo e i compagni vengono catturati e portati ad un accampamento arabo.

### Terzo episodio
A comando dell'accampamento è Ben Yussuf, un rinnegato cattolico originario della Dalmazia che, dopo aver letto le lettere del papa ed aver interrogato personalmente i Polo, concede loro la libertà e la possibilità di seppellire Giulio. La carovana può riprendere il viaggio e continuare ad avanzare nella sterminata Persia. I Polo giungono ad Hormuz (Cormosa), nel Golfo Persico, da dove avrebbero intenzione di salpare per la Cina. Ma la città è falcidiata dalla peste e le navi, per arginare il contagio, sono state incendiate. I Polo, ospiti di una locanda, scoprono sulla propria pelle la gravità della situazione quando, dopo che un mercante ed il locandiere sono colpiti dal morbo, un drappello di soldati sbarra la porta murandoli vivi; per fortuna Agostino, uno dei servi, è rimasto fuori ed uccide il soldato di guardia, liberando i compagni e consentendo loro di scappare. I Polo sono costretti a ripiegare verso Nord, e chiedono ospitalità ad una cittadella fortificata alleata del Khan: ma quando stanno per entrarvi, lo stesso Agostino cade esanime da cavallo, coi segni della peste addosso. Inorriditi, i persiani li scacciano, e la carovana è costretta a fermarsi presso un castello abbandonato ai margini del deserto, presso cui ardono due spettacolari fontane di fuoco; un vecchio saggio, comparso come dal nulla, spiega loro che si misero ad ardere dopo il passaggio, per quel posto, dei re Magi.

### Quarto episodio
Sull'altopiano del Pamir Marco, Niccolò e Matteo Polo sono stati travolti da una valanga. Marco si risveglia nel monastero di Muztag-Ata, circondato da Buddha d'oro. Anche Niccolò e Matteo sono salvi e i tre, insieme, attraversano il Deserto del Gobi giungendo a Xanadu (Shangdu), residenza di caccia di Kublai Khan. Qui vengono ricevuti dal segretario Paghs Pa che, dopo alcune battute diffidenti, li introduce al Khan, al cui cospetto i Polo si inchinano. L'imperatore ha così modo di conoscere Marco, di cui lo colpiscono l'inesperienza, ma anche la profonda saggezza, e gli dà subito incarico di portare l'ampolla con l'Olio Santo all'imperatrice Chabi, che vuole usarlo per guarire il figlio malato, il principe Chinkin. Marco fa la sua conoscenza e ne diviene subito amico.

### Quinto episodio
Il Principe Chinkin, durante una battuta di caccia imperiale, viene colto da una crisi epilettica: Marco Polo lo soccorre, ma rischia di essere giustiziato, poiché la malattia è un'onta di cui nessuno deve venire a conoscenza; grazie alla sua saggezza ed umanità viene graziato dal Khan, che gli regala una preziosa cintura e ordina immediatamente ai suoi dignitari che il giovane potrà essere ammesso alla sua presenza e chiedere udienza in ogni momento, suscitando le invidie di Phags Pa.
Intanto la corte è tornata a Cambalic e il generale mongolo Nayan, che guidava l'esercito di Kublai Khan contro la dinastia cinese Song, annuncia la vittoria sulla Cina del Sud.

### Sesto episodio
Il primo ministro del Gran Khan Achmet è scettico sull'amicizia fra il principe e Marco Polo e decide di allontanare quest'ultimo, spedendolo nella Cina del Sud. Marco vi conosce Yang Ku, il poeta, e viene invitato in casa sua: qui conosce sua figlia Mei Li e Monica, l'orfana di un mercante dalmata.

### Settimo episodio
Siamo nel 1281 e a Khanbaligh, capitale dell'impero, i Cinesi tramano contro i mongoli. Il ministro del Gran Khan, Achmet, viene ucciso e ha così inizio la rivolta, che culmina con l'uccisione dei ribelli. Nel frattempo, Marco Polo ha fatto carriera.

### Ottavo episodio
Il Principe Chinkin muore e la perdita addolora profondamente Kublai Khan, che, udita la notizia della ribellione di Nayan, non esita a mettersi alla guida dell'esercito per domarla. Per Marco, Matteo e Niccolò Polo giunge il momento di ripartire per accompagnare la Principessa Kokacin in Persia dal suo futuro sposo.